# Brad Hall (Bobfahrer)
Brad (Bradley) Hall (* 16. November 1990 in Crawley) ist ein britischer Bobpilot. 2023 wurde er erstmals Europameister im Viererbob.

## Karriere
Hall spielte in seiner Jugend zunächst Rugby. Im Alter von 16 Jahren begann er mit Leichtathletik und widmete sich dort vor allem dem Zehnkampf. Innerhalb der Zehnkampfdisziplinen war er vor allem ein guter Diskuswerfer. Seine Bestleistung lag im Zehnkampf bei 6786 Punkten. Nachdem er sich über eine Talentkampagne auch für den Wintersport beworben hatte, sammelte Hall seine ersten Erfahrungen im Skeleton. Noch in der Wintersportsaison 2011/12 wechselte Hall jedoch zum Bobsport.
Seinen ersten internationalen Wettkampfeinsatz hatte Hall in der Saison 2012/13 als Anschieber im Viererbob von Pilot Lamin Deen beim Europacup am 17. November 2012 in Igls. Bei den Junioren-Weltmeisterschaften 2013, die jedoch bereits im Dezember 2012 auch in Igls stattfanden, belegte Hall mit Pilot Will Golder den 12. Platz. Das gleiche Resultat erreichte Hall mit Pilot Will Golder erneut 2014 bei den Junioren-Weltmeisterschaften in Winterberg.
In der Saison 2014/2015 wechselte Hall erstmals als Pilot an die Lenkseile, zunächst jedoch nur im Zweierbob. Im großen Schlitten blieb Hall vorerst Anschieber. Halls Weltcup-Debüt als Zweierbob-Pilot fand am 31. Januar 2015 in La Plagne statt, wo er mit Bremser Simeon Williamson einen 18. Platz belegte. Im Viererbob erfolgte das Weltcup-Debüt eine Woche später Anfang Februar 2015 in Igls, als Bremser bei Pilot Olly Biddulph.
Einen ersten Achtungserfolg konnte Hall als Teammitglied im Viererbob von Pilot John James Jackson verzeichnen, als in der Saison 2015/16 beim Weltcup in Königssee ein siebter Platz erreicht wurde. Bei den Junioren-Weltmeisterschaften 2016 in Winterberg erzielte Hall als Pilot mit Bremser Tremayne Gilling einen fünften Platz. Bei seinen ersten Europameisterschaften konnte Hall im Viererbob von John James Jackson einen 15. Platz erzielen. Bei der erstmaligen WM-Teilnahme im Februar 2016 in Igls kam Hall als Pilot mit Bremser Ben Simon auf den 16. Rang, im Viererbob war es gar der 10. Platz. In der Folgesaison 2016/17 trat Hall erstmals auch im Viererbob als Pilot an. Bei der WM 2017 in Königssee stürzte er allerdings im zweiten Lauf mit seiner Crew und erzielte somit kein Ergebnis. Allerdings gelang Hall zum Saisonausklang 2016/17 bei den vorolympischen Wettbewerben auf der Olympiabahn in Pyeongchang noch ein Achtungserfolg. In einem sehr spannenden Wettkampf belegte der Viererbob von Hall mit nur 18 Hundertstel Rückstand auf die Sieger den siebten Platz.
Folgerichtig gelang Hall in der Saison 2017/18 beim Weltcup in Park City die erste Podiumsplatzierung. In der Viererbob-Konkurrenz belegte die Crew von Hall den dritten Platz und ließ dabei zum Beispiel Francesco Friedrich hinter sich. Beim Höhepunkt der Wintersportsaison 2017/18, den Olympischen Winterspielen in Pyeongchang, wurde Hall sowohl für die Zweier- als auch für die Viererbobwettbewerbe nominiert. Im kleinen Schlitten erreichte  er dabei den 12. Platz unter 30 Bobs, bei den Viererbobs belegte Hall am Ende den 17. Platz unter 29 Bobs.
In der Folgesaison 2018/19 gelang Hall mit Bremser Nick Gleeson bei der Weltmeisterschaft in Whistler im Zweierbob ein vierter Platz. Bei den Weltmeisterschaften 2020 in Altenberg erreichte Hall im Viererbob den 7. Platz. In der Saison 2021/22 ließ Hall im Weltcup durch gute Podiumsplatzierungen aufhorchen, was sich letztlich auch in der Weltcup-Gesamtwertung niederschlug. Mit Platz vier im Viererbob und Rang fünf im Zweierbob gehörte Hall mittlerweile zur erweiterten Weltspitze. Bei den Olympischen Winterspielen 2022 in Peking belegte er im Zweierbob den 11. und im Viererbob den 6 Rang.
Seinen ersten Weltcup gewann Hall am 18. Dezember 2022 im Viererbob in Lake Placid. Dem folgten 2 weitere Weltcupsiege in Altenberg. Der Weltcup am 22. Januar 2023 wurde dabei gleichzeitig als Europameisterschaft gewertet. Mit Taylor Lawrence, Arran Gulliver und Greg Cackett konnte Hall als erstes britisches Team überhaupt den Europameistertitel im Viererbob gewinnen. Im Zweierbob schrammte Hall mit nur sechs Hundertstel Rückstand auf Francesco Friedrich an einer EM-Medaille vorbei. Die starke Form nahm Hall nach St. Moritz zu den Bob-Weltmeisterschaften 2023 mit. In der Zweierbob-Konkurrenz erreichte er dabei zunächst zusammen mit Taylor Lawrence den fünften Platz. Im Viererbob sorgte der Brite für den nächsten Paukenschlag. Mit Silber im Viererbob holte 84 Jahre nach seinem Landsmann Frederick McEvoy zum ersten Mal wieder ein britischer Viererbob eine WM-Medaille.  Als Besonderheit kam noch hinzu, dass sich das Team um Hall den zweiten Platz mit dem lettischen Bob um Pilot Emīls Cipulis teilte. Zwei Podestplätze in Innsbruck-Igls rundeten für Hall eine hervorragende Weltcupsaison ab. Im Zweierbob wurde er hinter den Deutschen Francesco Friedrich und Johannes Lochner Gesamtdritter, im Viererbob hinter Francesco Friedrich gar Gesamtzweiter im Weltcup. In der Addition bedeutete dies auch den zweiten Platz in der sogenannten Kombinationswertung.
Im Anschluss an diese herausragende Saison unterzog sich Hall allerdings einer Bandscheiben-Operation, um die Folgen eines mit 16 Jahren erlittenen Bandscheibenvorfalls zu lindern. Dies führte dazu, dass er zu den ersten Weltcup-Wettbewerben der Saison 2023/24 fehlte. Sein Comeback gab Hall kurz vor Weihnachten 2023, als er beim Viererbob-Weltcup in Innsbruck antrat. Bei der gleichzeitig als Europameisterschaft gewerteten Veranstaltung belegt er auf Anhieb den sechsten Platz. Beim Weltcup in Lillehammer am 28. Januar 2024 erreichte Hall mit Rang drei im Viererbob erstmals wieder einen Podestplatz. In der Folge fokussierte sich Hall ganz auf die Bob-WM 2024 in Winterberg und ließ dafür auch die Europameisterschaften im Zweierbob im lettischen Sigulda aus. Bei der Weltmeisterschaft erreichte Hall mit Rang vier im Zweierbob und Rang sechs im Viererbob angesichts seiner vorherigen Operation sehr achtbare Ergebnisse. Am anschließenden Weltcupfinale in Lake Placid nahm Hall auch nicht mehr teil, so dass er nur an sieben von 16 möglichen Weltcuprennen teilnahm.

## Platzierungen nach Saison
| Saison  | Weltcup | Weltcup | Weltcup | WM     | WM     | EM     | EM     | OS     | OS     |
|         | Vierer  | Zweier  | Komb.   | Vierer | Zweier | Vierer | Zweier | Vierer | Zweier |
| ------- | ------- | ------- | ------- | ------ | ------ | ------ | ------ | ------ | ------ |
| 2014/15 | –       | 34.     | –       | –      | –      | –      | –      |        |        |
| 2015/16 | –       | 20.     | –       | 10.    | 16.    | 15.    | 12.    |        |        |
| 2016/17 |         | 30.     | –       | –      | 26.    | 10.    | 13.    |        |        |
| 2017/18 | 11.     | 18.     | 14.     | –      | –      | –      | –      | 17.    | 12.    |
| 2018/19 | 14.     | 19.     | 20.     | 13     | 4.     | 14.    | 8.     |        |        |
| 2019/20 | 13.     | 8.      | 12.     | 7.     | 16.    | 8.     | 10.    |        |        |
| 2020/21 | 17.     | 12.     | 13.     | –      | 11.    | –      | 6.     |        |        |
| 2021/22 | 4.      | 5.      | 5.      | –      | –      | 7.     | 5.     | 6.     | 11.    |
| 2022/23 | 2.      | 3.      | 2.      | 2.     | 5.     | 1.     | 4.     |        |        |
| 2023/24 | 13.     | 14.     | 14.     | 6.     | 4.     | 6.     | DNS    |        |        |
| 2024/25 | 3.      | 3.      | 3.      |        |        | 3.     | 3.     |        |        |

## Weltcupsiege
Viererbob
| Nr. | Datum         | Ort         | Bahn                                 |
| --- | ------------- | ----------- | ------------------------------------ |
| 01. | 18. Dez. 2022 | Lake Placid | Olympia-Bobbahn Lake Placid          |
| 02. | 15. Jan. 2023 | Altenberg   | Rennschlitten- und Bobbahn Altenberg |
| 03. | 22. Jan. 2023 | Altenberg   | Rennschlitten- und Bobbahn Altenberg |
| 04. | 5. Jan. 2025  | Winterberg  | Veltins-Eisarena                     |
| 05. | 25. Jan. 2025 | St. Moritz  | Olympia Bob Run St. Moritz–Celerina  |